# Édgar Ramírez
Édgar Filiberto Ramírez Arellano est un acteur vénézuélien né le 25 mars 1977 à San Cristóbal.
En 2011, il a été récompensé par le César du meilleur espoir masculin pour son interprétation du rôle d'Ilich Ramírez Sánchez, dit « Carlos » dans le film Carlos d'Olivier Assayas.

## Biographie

### Jeunesse et formation
Édgar Ramirez Arellano est né le 25 mars 1977 à San Cristóbal. Sa mère, Soday Arellano, est avocate. Son père, Filiberto Ramírez, est militaire.
En raison du métier de son père, Ramirez a vécu dans plusieurs pays. Il parle espagnol, anglais, allemand, italien et français. Il a étudié le journalisme à l'Université catholique Andres Bello, à Caracas. Sa passion pour le métier d’acteur lui est venue alors qu’il participait à des courts-métrages réalisés dans son université.

### Débuts au Vénézuela et percée hollywoodienne (1993-2007)

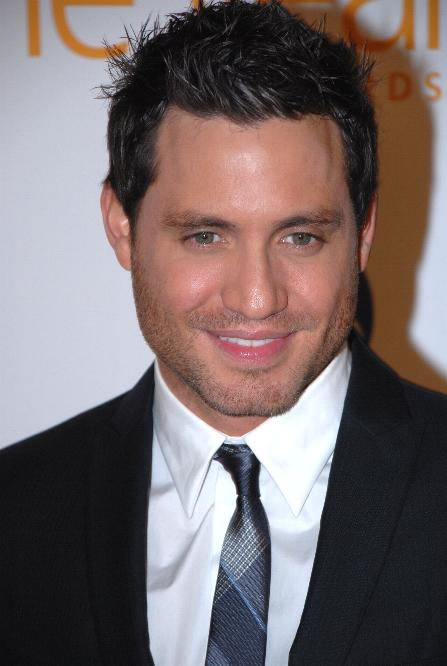
L'acteur aux Hollywood Life Magazine’s 7th Annual Breakthrough Awards 2007.

Ramirez commence sa carrière à la télévision vénézuélienne en 1990 dans ¡Aquí espaantan! et en 1993 au cinéma dans ¡Aquí espaantan!. Il se fait vraiment connaître en 2003, dans la telenovela vénézuélienne Cosita rica.
C'est cependant un long-métrage, Punto y Raya, qui lui vaut la reconnaissance de la critique. Le film est acclamé par la presse internationale et finit par concourir à l'Oscar du meilleur film en langue étrangère. Venu défendre le film à Los Angeles, Ramirez est repéré par une directrice de casting qui le propose pour l'un des rôles principaux du film d'action Domino, réalisé par Tony Scott. Sa carrière hollywoodienne est lancée.
Alors qu'en 2006 sortent deux projets de son pays d'origine, El Don, de José Ramón Novoa et Elipsis, d'Eduardo Arias-Nath, il est recruté par Paul Greengrass pour incarner le tueur lancé à la poursuite de Jason Bourne (Matt Damon) dans La Vengeance dans la peau, succédant ainsi à Karl Urban et Clive Owen. Ce film grand public sorti en 2007 conclut la trilogie initiée par Doug Liman avec le meilleur résultat en nombre d’entrées de la série. Il obtient d'excellentes critiques.
Il retourne dans son pays pour retrouver le réalisateur Alberto Arvelo Mendoza et un premier rôle, celui de Cyrano Fernández. L'année suivante lui permet d'enchaîner des seconds rôles dans d'autres projets américains. En effet, en 2008, il fait partie de la distribution principale d’un film d'action mineur, Angles d'attaque, de Pete Travis . Il prêtera ensuite ses traits à Ciro Redondo García dans le titanesque film biographique Che, 1re partie : L'Argentin, réalisé par Steven Soderbergh, avec Benicio del Toro dans le rôle-titre.

### Reconnaissance critique et progression (années 2010)

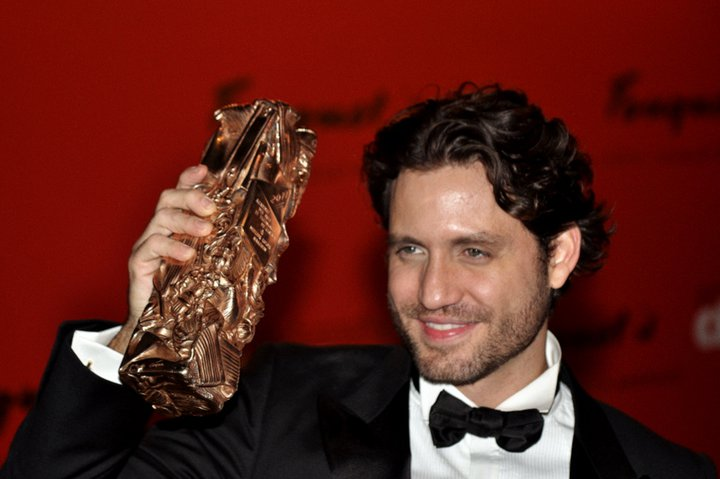
L'acteur avec son César du meilleur espoir masculin 2011, pour Carlos.

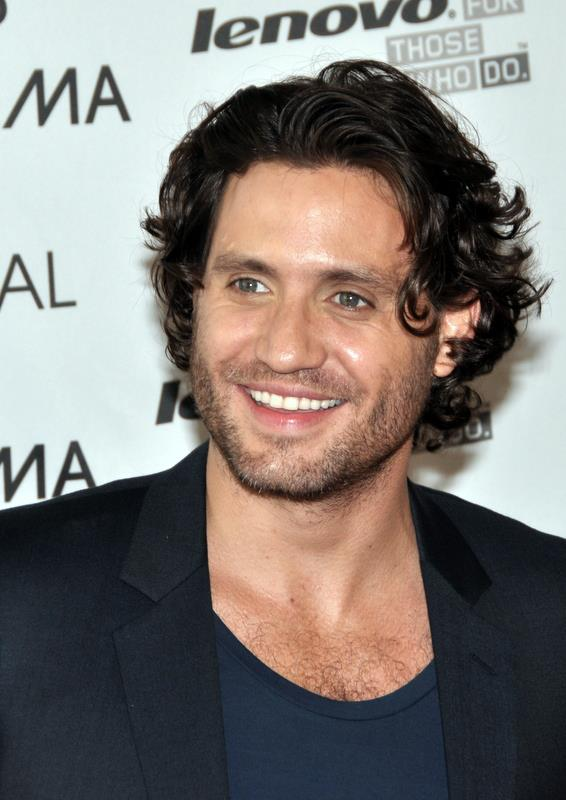
L'acteur à l'avant-première de la comédie romantique française, À cœur ouvert.

Ramírez retourne à la télévision pour tenir le rôle-titre de la mini-série franco-allemande Carlos, diffusée en 2010, et même exploitée en salles dans certains pays. Sa prestation lui vaut le César 2011 du meilleur espoir masculin. Il va en Colombie pour tenir un autre premier rôle, celui du thriller FARC, l'instrument de la vengeance, de Juan Felipe Orozco, qui sort en 2011.
En 2012, il prête ses traits à Arès dans le film populaire fantastique La Colère des Titans, de Jonathan Liebesman. La même année il donne la réplique à l'actrice française Juliette Binoche dans la comédie romantique À cœur ouvert, de Marion Laine.
En 2013, il joue dans un thriller psychologique très applaudi, Zero Dark Thirty, de Kathryn Bigelow, et dans le thriller Cartel, de Ridley Scott, où il incarne un prêtre.
En 2014, il décroche des premiers rôles en s'éloignant du genre thriller : il réendosse la soutane pour s'essayer au film d'horreur avec Délivre-nous du mal, de Scott Derrickson, mais il enfile son maillot de bain pour le remake d'un film d'action des années 1980, Point Break, d'Ericson Core. Il y joue Bodhi, le rôle mythique tenu dans le film original par Patrick Swayze. Ce film est cependant un échec commercial.
Toujours en 2015, il évolue dans le film biographique Joy, de David O. Russell.
En 2016 lui est offerte l’occasion de faire face au célèbre Robert De Niro pour un autre film biographique, celui de Roberto Durán, Hands of Stone, écrit et réalisé par Jonathan Jakubowicz, puis à Matthew McConaughey pour le thriller financier Gold, écrit et réalisé par Stephen Gaghan ; enfin, il prête ses traits au Dr Kamal Abdic pour le thriller La Fille du train, avec Emily Blunt dans le rôle-titre.

### Retour à la télévision (depuis 2017)
En 2017, il participe à deux projets très différents, à savoir le film d'action fantastique Bright, de David Ayer (disponible exclusivement sur la plateforme Netflix), puis la deuxième saison de la série anthologique de Ryan Murphy, The Assasination of Gianni Versace., où il prête ses traits à Gianni Versace.
Séduit par ces expérimentations, il sera en 2018 au casting d'une série d'action colombienne, Black or White, Never Gray, et partagera avec Penelope Cruz l'affiche du nouveau projet de Todd Solondz, la comédie dramatique Love Child. Il travaille parallèlement sur un autre projet avec Jonathan Jakubowicz et Robert De Niro.

## Filmographie

### Cinéma
- 1993 : ¡Aquí espaantan! de Joaquin Bissner : un vendeur de vidéos
- 2001 : ... sol y lluvia de Paul Echeverria : un garçon dans la rue
- 2002 : El nudo d'Alejandro Wiedemann : Gustavo
- 2003 : Yotama se va volando de Luis Armando Roche : Manuel Zozaya
- 2004 : Punto y raya d'Elia Schneider : Pedro
- 2005 : Domino de Tony Scott : Choco
- 2006 : El Don de José Ramón Novoa : Alvaro
- 2006 : Elipsis d'Eduardo Arias-Nath : Sebastián Castillo
- 2007 : La Vengeance dans la peau (The Bourne Ultimatum) de Paul Greengrass : Paz
- 2007 : Cyrano Fernández d'Alberto Arvelo Mendoza : Cyrano Fernandez
- 2008 : Angles d'attaque (Vantage Point) de Pete Travis : Javier
- 2008 : Che - 1ère partie - L'Argentin (Che: Part One) de Steven Soderbergh : Ciro Redondo García
- 2010 : Carlos de Olivier Assayas : Ilich Ramírez Sánchez, dit Carlos
- 2011 : F.A.R.C., l'instrument de la vengeance (Saluda al diablo de mi parte) de Juan Felipe Orozco : Angel Sotavento
- 2012 : La Colère des Titans (Wrath of the Titans) de Jonathan Liebesman : Arès
- 2012 : À cœur ouvert de Marion Laine : Javier
- 2013 : Zero Dark Thirty de Kathryn Bigelow : Larry
- 2013 : Cartel (The Counselor) de Ridley Scott : le prêtre
- 2014 : Libertador d'Alberto Arvelo : Simón Bolívar
- 2014 : Délivre-nous du mal (Deliver Us from Evil) de Scott Derrickson : Mendoza, le prêtre
- 2015 : Point Break d'Ericson Core : Bodhi
- 2015 : Joy de David O. Russell : Tony
- 2016 : Hands of Stone de Jonathan Jakubowicz : Roberto Durán
- 2016 : La Fille du train (The Girl on the Train) de Tate Taylor : Dr. Kamal Abdic
- 2017 : Gold de Stephen Gaghan : Michael Acosta
- 2017 : Bright de David Ayer : Kandomere
- 2018 : La Quietud de Pablo Trapero : Vincent
- 2018 : Furlough de Laurie Collyer : Kevin Rivera
- 2019 : Cuban Network (Wasp Network) d'Olivier Assayas : René González
- 2020 : Resistance de Jonathan Jakubowicz : Sigmund
- 2020 : The Last Days of American Crime d'Olivier Megaton : Graham Bicke
- 2021 : Jungle Cruise de Jaume Collet-Serra : Aguirre
- 2021 : Yes Day de Miguel Arteta : Carlos Torres
- 2022 : 355 (The 355) de Simon Kinberg : Luis
- 2024 : Borderlands d'Eli Roth : Atlas
- 2024 : Emilia Pérez de Jacques Audiard : Gustavo
- 2024 : Les Arènes de Camille Perton : Francisco

### Séries télévisées
- 1990 : Cuando llega el amor : Suave
- 2005 : Ser bonita no basta : Leonardo
- 2010 : Carlos d'Olivier Assayas : Ilich Ramírez Sánchez alias Carlos
- 2018 : American Crime Story, saison 2 Versace : Gianni Versace
- 2020 : The Undoing (mini-série télévisée), créée par David E. Kelley, réalisée par Susanne Bier : Joe Mendoza
- 2021 : Black or White, Never Gray, créée par Andrés Spinova : Benicio Sgrena
- 2023 : Florida Man (mini-série télévisée), créée par Donald Todd : Mike Valentine
- 2023 : Wolf Like Me, saison 2, épisodes 4 et 5 : Anton
- 2023 : Dr. Death : Dr. Paolo Macchiarrini, saison 2

## Distinctions

### Récompenses
- Festival d'Amiens 2008 : Prix d'interprétation masculine pour Cyrano Fernandez
- César 2011 : César du meilleur espoir masculin pour Carlos
- Festival de télévision de Monte-Carlo 2011 : Prix du meilleur acteur dans une mini-série pour Carlos
- Satellite Awards 2019 : Satellite Award de la meilleure distribution pour American Crime Story, saison 2 Versace

### Nominations
- Emmys 2011 : nommé à l'Emmy du meilleur acteur dans une mini-série ou un téléfilm pour Carlos
- Golden Globe Awards 2011 : nommé au Golden Globe du meilleur acteur dans une mini-série ou un téléfilm pour Carlos
- Screen Actors Guild Awards 2011 : nommé au Screen Actors Guild Award du meilleur acteur dans un téléfilm ou mini-série pour Carlos
- Emmys 2018 : nommé à l'Emmy du meilleur acteur dans un second rôle dans une mini-série ou un téléfilm pour American Crime Story, saison 2 Versace
- Golden Globe Awards 2019 : nommé au Golden Globe du meilleur acteur dans un second rôle dans une série, une mini-série ou un téléfilm pour American Crime Story, saison 2 Versace
- Satellite Awards 2019 : nommé au Satellite Award du meilleur acteur dans un second rôle dans une série, mini-série ou un téléfilm pour American Crime Story, saison 2 Versace

## Voix francophones
En France
| - Anatole de Bodinat dans : - Gold - American Crime Story (série télévisée) - The Last Days of American Crime - Yes Day - Florida Man (mini-série) - Wolf Like Me (série télévisée) - Mathieu Moreau dans : - Délivre-nous du mal - Joy - Point Break - Emmanuel Gradi, dans : - Zero Dark Thirty - FARC : L'instrument de la vengeance - Guillaume Pottier dans : - Cuban Network - Emilia Pérez | - Laurent Maurel dans : - The 355 - Borderlands Et aussi - Jo Camacho dans Domino - Boris Rehlinger dans Angles d'attaque - Gilles Morvan dans Che, 1re partie : L'Argentin - Joakim Latzko dans Carlos - Didier Cherbuy dans La Colère des Titans - Pierre-François Pistorio dans La Fille du train - Olivier Chauvel dans Bright - Tangi Daniel dans Resistance - Damien Ferrette dans The Undoing (mini-série) - Mario Bastelica dans Jungle Cruise |